# Campeonato Femenino de The Crash
El Campeonato Femenino de The Crash (The Crash Women's Championship, en inglés) es el campeonato femenino creado y utilizado por la compañía mexicano The Crash. Fue establecido el 26 de noviembre de 2016. La primera campeona es Sexy Dulce quien fue coronada en la función de The Crash celebrado el 26 de noviembre de 2016. La campeona actual es Sexy Star II, quien se encuentra en su primer reinado.

## Campeonas

### Campeona actual
La actual campeona es Sexy Star II, quien se encuentra en su primer reinado como campeona. Star ganó el campeonato tras derrotar a la excampeona Lady Flammer y Lady Maravilla el 28 de enero de 2022 en The Crash.
Star todavía no registra hasta el 29 de junio de 2025 las defensas televisadas:

### Lista de campeonas
|   | Luchadora       | N.º | Fecha                   | Días | Show o evento             | Notas y referencias                                                                                          |
| - | --------------- | --- | ----------------------- | ---- | ------------------------- | --- |
| 1 | Sexy Dulce      | 1   | 26 de noviembre de 2016 | 130  | The Crash                 | Derrotó a Keira en la final de un torneo.                                                                    |
| 2 | Keira           | 1   | 5 de abril de 2017      | 290  | The Crash                 | [ 2 ] |
| 3 | Lacey Lane      | 1   | 20 de enero de 2018     | 175  | The Crash                 | [ 3 ] |
| 4 | Tessa Blanchard | 1   | 14 de julio de 2018     | 210  | The Crash                 | Fue un Triple Threat match, el cual incluyó a Lacey Lane y Santana Garrett.                                  |
| — | Vacante         | —   | 9 de febrero de 2019    | —    | The Crash                 | Debido a que Blanchard no pudo defender el campeonato.                                                       |
| 5 | Lady Flammer    | 1   | 9 de febrero de 2019    | 1084 | The Crash                 | Derrotó a Reina Isis, Miranda Alize y Christie Jaynes por el vacante título.                                 |
| 6 | Sexy Star II    | 1   | 28 de enero de 2022     | 462  | The Crash                 | Fue un Triple Threat match, el cual incluyó a Lady Maravilla.                                                |
| — | Vacante         | —   | 5 de mayo de 2023       | —    | The Crash                 | El Título fue declarado vacante luego de que Sexy Star II no pudiera defender el título el 5 de mayo de 2023 |
| 7 | Dulce Tormenta  | 1   | 5 de mayo de 2023       | 182  | The Crash                 | Derrotó a Jessie Jackson por el título vacante.                                                              |
| 8 | Julissa         | 1   | 3 de noviembre de 2023  | 121  | The Crash 12° Aniversario | Derrotó a Dulce Tormenta, Keyra, Trish Adora y a Zamaya.                                                     |
| 9 | Keyra           | 1   | 3 de marzo de 2024      | 483+ | The Crash                 | Derrotó a Ayako Hamada, Jessica Roden y Tiffany.                                                             |

### Total de días con el título
La siguiente lista muestra el total de días que una luchadora ha poseído el campeonato si se suman todos los reinados que posee. Actualizado a la fecha del 29 de junio de 2025.
| + | Indica a la campeona actual |

| N.º | Campeona        | Reinados | Total de días |
| --- | --------------- | -------- | ------------- |
| 1   | Lady Flammer    | 1        | 1084          |
| 2   | Keira/ Keyra    | 2        | 773+          |
| 3   | Sexy Star II    | 1        | 462           |
| 4   | Tessa Blanchard | 1        | 210           |
| 5   | Dulce Tormenta  | 1        | 182           |
| 6   | Lacey Lane      | 1        | 175           |
| 7   | Sexy Dulce      | 1        | 130           |
| 8   | Julissa         | 1        | 121           |